# Thomas Gaisford
Thomas Gaisford est un éminent philologue anglais, né à Iford, dans le Wiltshire, en 1779 et mort à Oxford en 1855. 

## Biographie
Après avoir passé plusieurs années à Winchester, dans l’école d’Hyde Abbey, dirigée par le révérend Richards, il entre, en 1797, au Christ Church College de l'université d'Oxford, où il devient professeur une fois diplômé. En 1810, il publie son premier ouvrage, une édition de l’Enchiridion d’Ephestion, puis est successivement nommé régent de grec (1811), et recteur de Westwell, dans le comté d’Oxford (1815), position qu’il conserve jusqu’en 1847, et enfin conservateur de la bibliothèque Bodléienne. Il devient, peu après, membre correspondant de l’Institut de France. 
Gaisford s’est marié deux fois, d'abord avec H. Douglas, puis avec Jane Catharine Jenkyns. 

## Œuvres

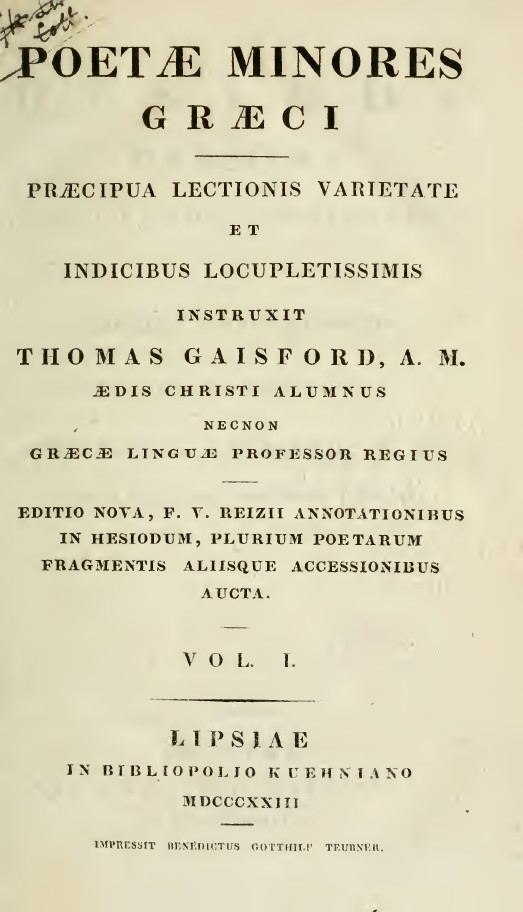
Poetae minores graeci, vol. I, 1823

On a de lui, outre le Manuel d’Ephestion, des éditions des Poetæ græci minores (1814-1821, 3 vol. in-16) ; de la Rhétorique d’Aristote (1820), d’Hérodote, avec des notes variorum (1824), de Suidas (1834), un Etymologicum magnum, et l'Histoire ecclésiastique de Théodoret (1854), puis des réimpressions des Suppliantes, des deux Iphigénie et d’Alceste d’Euripide.
- Εὐριπιδου Ἀλκηστις. Euripidis Alcestis, ex optimis exemplaribus expressa..., 1806
- Hephæstionis Alexandrini Enchiridion,1810
- Catalogus sive notitia manuscriptorum qui a cel. E. D. Clarke ..., 1812 Volume 1/2
- Lectiones Platonicae e membranis Bodleianis, 1820
- Poetae graeci minores, 5 voll., 2ª ed., Lipsia, 1816-1823: vol.I, vol.II, vol.III/ vol. I, vol.II, vol. III, vol.IV
- Iōannou Stobaiou Anthologion, 1822 vol.1,vol. 2, vol.3,vol. 4
- Notes on Herodotus, 1824 Vol. 1
- Hērodotou Halikarnēssēos Historiōn logoi IX.: Lib. I-IV - Historiarum libri IX: codicem sancrofti manuscriptum denuo contulit reliquam lectionis varietatem commodius digessit, 1824-1839 vol.1, vol. II, vol. IV
- Scholia in Sophoclis tragoedias septem. E codice MS. Laurentiano descripsit P. Elmsley, ..., 1825
- Ēphastiōnos encheiridion peri metrōn kai poiēmatōn, 1832
- Suidae Lexicon, 1834 vol.1, vol.3
- Paroemiographi graeci, 1836
- Etymologicum magnum, 1848*
- Ioannis Stobaei Eclogarum physicarum et ethicarum libri duo ad mss ..., 1850 Volume 2
- Suidae Lexicon, Graece et Latine, 1853 vol.1, vol.2

## Sources
« Thomas Gaisford », dans Pierre Larousse, Grand dictionnaire universel du XIXe siècle, Paris, Administration du grand dictionnaire universel, 15 vol., 1863-1890 [détail des éditions].